# Echipa națională de fotbal a Burkinei Faso
Echipa națională de fotbal a Burkinei Faso reprezintă Burkina Faso în fotbal și este controlată de Fédération Burkinabé de Foot-Ball, forul ce guvernează fotbalul în Burkina Faso. Era cunoscută ca Echipa națională de fotbal a statului Upper Volta până în 1984, când statul și-a schimbat denumirea în Burkina Faso. A fost gazda Cupei Africii pe Națiuni în 1998, unde a obținut cea mai bună clasare din istorie (locul patru).

## Campionate mondiale
- 1930 până în 1974 - nu a intrat
- 1978 - nu s-a calificat
- 1982 până în 1986 - nu a intrat
- 1990 - nu s-a calificat
- 1994 - a renunțat
- 1998 până în 2010 - nu s-a calificat

## Cupa Africii
- 1957 până în 1965 - nu a intrat
- 1968 - nu s-a calificat
- 1970 1972 - a renunțat
- 1974 - nu s-a calificat
- 1976 - nu a intrat
- 1978 - Primul tur (ca Upper Volta)
- 1980 - nu a intrat
- 1982 - nu s-a calificat
- 1984 până în 1988 - nu a intrat
- 1990 până în 1992 - nu s-a calificat
- 1994 - s-a retras în timpul calificărilor
- 1996 - Primul tur
- 1998 - Locul 4
- 2000 - Primul tur
- 2002 - Primul tur
- 2004 - Primul tur
- 2006 până în 2008 - nu s-a calificat
- 2010 - Primul tur

## Lotul actual
Următorii jucători au fost convocați pentru Cupa Africii pe Națiuni 2010.
1. ↑   https://www.transfermarkt.us/-/mitarbeiterhistorie/verein/5872 Lipsește sau este vid: |title= (ajutor)